# Radźas
Radźas lub guna radźasu (dewanagari रजोगुण, transkrypcja radźoguna) – guna pasji, charakteryzuje ją wzajemny pociąg kobiety i mężczyzny. Kiedy ta guna wzrasta, rozwija się żądza przyjemności materialnych, czyli pragnienie zadowalania zmysłów.
Człowiek będący pod wpływem guny pasji pragnie szacunku społecznego czy narodowego, chce mieć szczęśliwą rodzinę, dzieci, żonę i dom itd. Przywiązanie do owoców swojej pracy wiąże człowieka (dosłowne znaczenie słowa guna to sznur). Praca konieczna jest dla zadowolenia żony, dzieci i społeczeństwa oraz utrzymania swego prestiżu. Cały materialny świat znajduje się mniej lub bardziej pod wpływem guny pasji. Według kryteriów tej guny, współczesna cywilizacja jest uważana za bardzo zaawansowaną. W poprzednich jugach cywilizację uważano za bardzo zaawansowaną, jeśli była w gunie dobroci.
Człowiek w gunie pasji może być zaangażowany w jakąś działalność przynoszącą korzyści; posiada tyle ile może i wydaje to na dobre cele. Czasami próbuje otwierać szpitale, wspomaga jakieś instytucje dobroczynne itd.